# Allison Pineau
Allison Pineau (Chartres, 2 maggio 1989) è una pallamanista francese, centrale del Krim e della nazionale francese.
Con la maglia della nazionale ha vinto l'oro olimpico ai Giochi di Tokyo 2020 e l'argento olimpico ai Giochi di Rio de Janeiro 2016.

## Carriera sportiva

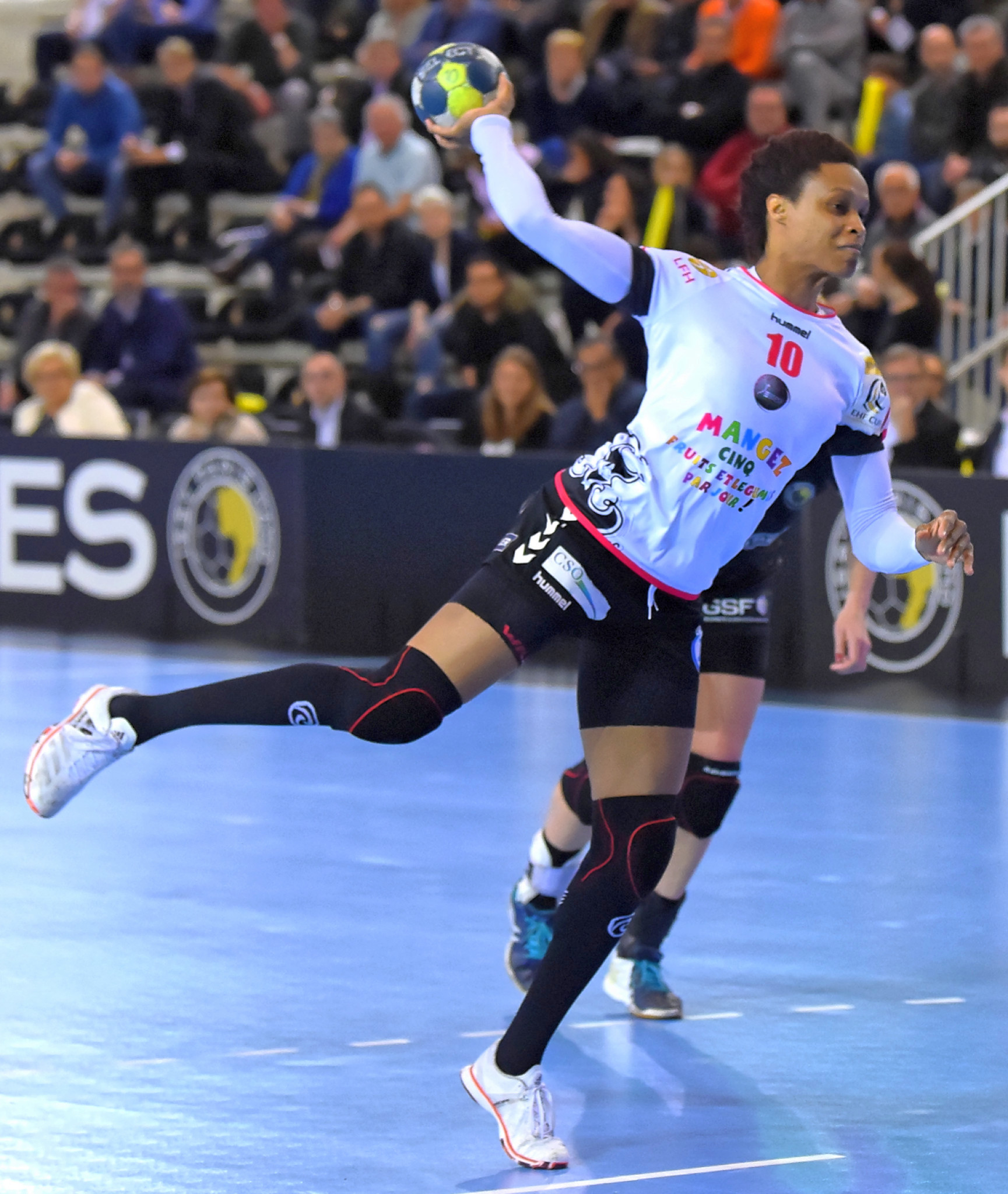
Nel 2017 durante la semifinale di Coppa di Francia

### Club
Dopo aver esordito in Francia, ove ha ottenuto nel 2011 la vittoria nella Division 1 col Metz, si è trasferita all'estero dove ha giocato in diverse squadre tra Romania, Slovenia e Macedonia. Con la squadra macedone del Vardar Skopje ha raggiunto le semifinali di Champions League nell'edizione 2013-2014, ottenendo una medaglia di bronzo grazie alla vittoria per 34-31 sull'Herning-Ikast Håndbold.
Dopo una breve parentesi di tre mesi a Nîmes è tornata in Romania.
Dal 2017 al 2019 ha giocato per il Brest Bretagne, per poi passare al Paris 92 per la stagione 2019-2020. Al termine della stagione si è trasferita in Montenegro tra le file del Budućnost Podgorica.

### Nazionale
Con la Nazionale francese ha ottenuto un argento ai Giochi olimpici di Rio 2016, un oro e due argenti ai Campionati mondiali e un bronzo in quelli europei.

## Palmarès

### Club
- Campionato francese: 1

Metz: 2010-2011
- Coppa di Francia: 2

Metz: 2009-2010
Brest Bretagne: 2017-2018
- Coppa di Lega francese: 2

Metz: 2009-2010, 2010-2011
- Campionato rumeno: 1

Oltchim Vâlcea: 2012-2013
- Campionato macedone: 1

Vardar Skopje: 2013-2014

### Nazionale
- Argento olimpico: 1

Rio de Janeiro 2016
- Campionato mondiale

 Oro: Germania 2017
 Argento: Cina 2009
 Argento: Brasile 2011
 Argento: Spagna 2021
- Campionato europeo

 Oro: Francia 2018
 Bronzo: Svezia 2016
- Oro olimpico: 1

Tokyo 2020

### Individuale
- Miglior giocatrice dell'anno IHF: 1

2009
- Migliore centrale al campionato mondiale: 2

Cina 2009, Brasile 2011
- Migliore terzino destro ai Giochi olimpici: 1

Rio de Janeiro 2016
- Migliore centrale nel campionato francese: 1

2018